# David Flair
 (février 2012).
Si vous disposez d'ouvrages ou d'articles de référence ou si vous connaissez des sites web de qualité traitant du thème abordé ici, merci de compléter l'article en donnant les références utiles à sa vérifiabilité et en les liant à la section « Notes et références ».
David Richard Fleihr (né le 6 mars 1979 à Minneapolis) plus connu sous le nom de David Flair, est un catcheur américain. Il est le fils du catcheur Ric Flair et décide de devenir catcheur en 1999. Il s'entraîne au WCW Power Plant, l'école de catch de la World Championship Wrestling (WCW).

## Jeunesse
David Richard Fleihr est le fils de Richard Fleihr connu sous le nom de Ric Flair et de Leslie Goodman, la première épouse de Fleihr. Il grandit à Minneapolis auprès de sa mère.

## Carrière

### World Championship Wrestling (1999-2000)
Il gagne le titre des États-Unis de la World Championship Wrestling le 5 juillet 1999, le titre étant vacant. Il devient donc le plus jeune champion des États-Unis. Mais son règne est de courte durée, puisque 35 jours plus tard il perd le titre face à Chris Benoit lors du Monday Nitro du 9 aout juste avant le pay per view Road Wild 99 auquel il ne participera pas vu que Diamond Dallas Page combattra à sa place pour le titre. Après la perte du titre,Flair s'absente avant de revenir se confronter à son père, Ric, contre les Flithy Animals, Page et sa femme Kimberly.
En 2000, il fait équipe avec Crowbar pour remporter les titres par équipe vacants mais les perdent face à The Mamalukes le 19 janvier 2000 à Thunder. Mais toutefois ils continuent de faire équipe ensemble jusqu’à qu'il se sépare au milieu de l'année.
Ensuite, Flair s'allie avec Vince Russo avec son groupe, le New Blood, pour s'en prendre à nouveau à son père.
En 2002, il fait quelques apparitions dans les émissions. Servant de prétexte à la rivalité qui opposent l'Undertaker et Ric Flair qui refusant d'affronter l'American Badass celui-ci agresse David afin de pousser son père à accepter l'affrontement .

### Total Nonstop Action Wrestling (2002-2003)
Flair rejoint la NWA Total Nonstop Action en décembre 2002. Il a rejoint le groupe Sports Entertainment Xtreme (SEX) de Vince Russo. Il a une brève querelle avec Curt Hennig puis quitte SEX pour former Next Generation avec Brian Lawler et Erik Watts. Ensemble, ils entrent en rivalité avec Dusty Rhodes et se moquent de lui avec une vieille ceinture de titre mondial de la NWA. David quitté la TNA au début de l'année 2003.

### Fédérations indépendantes
À la Vance High School, il fait équipe avec son frère Reid Flair pour ses débuts de catcheur en battant les The Nasty Boys le 6 décembre 2008. Lui et son frère négocient avec la WWE pour créer une équipe nommée les Natur Boy'z en hommage à leur père Ric Flair un futur contrat et peut être envisagé en même temps que son frère.[réf. nécessaire]

## Palmarès
- International Wrestling Association 
  - 1 fois IWA Intercontinental Heavyweight Championship

- NWA Wildside 
  - 1 fois NWA Wildside Tag Team Championship avec Romeo Bliss
  - 1 fois NWA World Tag Team Championship avec Dan Factor
  - NWA Tojo Yamamoto Memorial Cup Winner en 2002

- World Championship Wrestling
  - 1 fois WCW United States Heavyweight Championship
  - 1 fois WCW World Tag Team Championship avec Crowbar
  - 2 fois WCW Cruiserweight Championship
- National Wrestling Alliance
  - 1 fois NWA World Tag Team Championship avec Dan Factor

- Power Slam
  - Most Abysmal Wrestler of the Year (2000)

- Autre titre
  - 1 fois AFE Heavyweight Championship